# Técnica de eliminación de alergias de Nambudripad
La técnica de eliminación de alergias de Nambudripad (NAET por sus siglas en inglés) son una forma de medicina alternativa sin evidencia de efectividad que, según los defensores, puede tratar las alergias y los trastornos relacionados. Las técnicas fueron diseñadas por Devi Nambudripad, quiropráctica y acupunturista de California, en 1983, basándose en una combinación de ideas de kinesiología aplicada, acupuntura, acupresión, manejo nutricional y métodos quiroprácticos.
No existe evidencia que respalde su eficacia para evaluar o tratar las alergias.

## Antecedentes
Devi Nambudripad era estudiante de quiropráctica y acupuntura en el momento en que desarrolló NAET. Mientras experimentaba una reacción alérgica al comer zanahorias, intentó superar la reacción mediante un tratamiento de acupuntura autoadministrado. Después del tratamiento, la reacción alérgica a comer zanahorias no volvió. En el momento del tratamiento de acupuntura, tenía un resto de zanahoria en la piel, y Nambudripad concluyó de esto que la presencia de una pequeña cantidad de zanahoria durante el tratamiento de acupuntura era la clave del tratamiento. Luego formuló la hipótesis de que el contacto con una pequeña cantidad de un alérgeno durante una sesión de acupuntura o acupresión puede eliminar las reacciones a los alimentos y otras sustancias.
La NAET es promovida por la Fundación de Investigación de Alergias de Nambudripad (NARF - Nambudripad’s Allergy Research Foundation), que también publica su propia revista llamada The Journal of NAET, Energetics & Complementary Medicine.
Nambudripad tiene licencias como quiropráctica y acupunturista en California. Ella también se identifica a sí misma como MD (Medical Doctor). Su sitio web indica que recibió el título de Doctora en Medicina de la Universidad de Ciencias de la Salud de Antigua (UHSA) en enero de 2002. La Junta Médica de California no incluye una licencia activa y no reconoce los títulos médicos de UHSA como válidos, y la enumera como una escuela "desaprobada" desde 1995.

## Descripción
Nambudripad afirma que el sistema nervioso central y los sistemas sensoriales asociados tienen la capacidad de detectar las "firmas electromagnéticas" de todas las moléculas, y el sistema nervioso central en consecuencia reacciona o no a una sustancia en particular.
La reacción a una sustancia neutra se llama sensibilidad. En la ciencia médica, la reacción puede ser tan extrema que se la llama alergia. En NAET se dice que dicha reacción se manifiesta como una perturbación o bloqueo de la energía en el flujo de la fuerza vital o qi a lo largo de los meridianos. En marcado contraste con la comprensión convencional de las alergias, Nambudripad caracteriza una alergia como una condición causada por estos "campos electromagnéticos repulsivos entre un individuo y el objeto (alérgeno)".
Los alérgenos pueden ser cualquiera de una amplia variedad de sustancias, así como nociones más abstractas como emociones y colores. Se dice que los efectos acumulativos de estas alteraciones energéticas dan lugar a una variedad de trastornos de la salud, y Nambudripad sugiere que "el 95 por ciento de las dolencias humanas surgen de algún tipo de alergia". Los practicantes de NAET utilizan una forma de kinesiología aplicada llamada Prueba de Sensibilidad Neuromuscular (NST o NST-NAET por sus siglas en inglés) para diagnosticar alergias comparando la fuerza de un músculo en presencia y ausencia de un alérgeno sospechoso. Luego, el practicante intentará eliminar los "bloqueos de energía" haciendo que el paciente sostenga una botella de vidrio que contiene el alérgeno mientras se emplean técnicas de acupresión o acupuntura. Después del tratamiento, los pacientes descansan 20 minutos mientras continúan sosteniendo el frasco que contiene el alérgeno, después de lo cual se volverá a examinar al paciente para detectar una reacción de sensibilidad mediante la prueba de fuerza muscular. Si el practicante de NAET determina que la sensibilidad ha desaparecido, se recomienda al paciente que evite la sustancia durante las siguientes 25 horas o más. Generalmente se invita a los pacientes a regresar para volver a realizar la prueba  entre 25 horas y 7 días después del tratamiento.

## Efectividad
Dos revisiones de artículos médicos concluyen que "la NAET tiene que ser el tratamiento para la alergia menos fundamentado propuesto hasta la fecha" y que "no ha habido estudios que respalden el uso de estas técnicas". La revisión de Teuber y Porch-Curren advierte que "existe la posibilidad de una reacción anafiláctica si un paciente con alergias alimentarias graves busca tal terapia y se pone a prueba a sí mismo por desafío oral fuera del consultorio de un médico después de completar con éxito las sesiones de NAET".
La Sociedad Australasiatica de Inmunología Clínica y Alergias ha desaconsejado el uso de NAET para tratar las alergias, criticando su "falta de fundamento científico" y describiéndola como una "técnica potencialmente peligrosa".
En una evaluación crítica de las técnicas de Nambudripad, Stephen Barrett de Quackwatch escribe:
La NAET contradice los conceptos de anatomía, fisiología, patología, física y alergología aceptados por la comunidad científica. La historia de su "descubrimiento" es inverosímil. Su enfoque de diagnóstico principal -la prueba muscular para detectar "alergias"- no tiene sentido y es prácticamente seguro que diagnostica problemas inexistentes. Es muy probable que sus recomendaciones de restricciones dietéticas basadas en alergias alimentarias inexistentes pongan al paciente en un grave riesgo de deficiencia de nutrientes y, en el caso de los niños, en riesgo de problemas sociales y desarrollar trastornos alimentarios.
Varias revisiones de la evidencia disponible para varias técnicas alternativas en el diagnóstico de alergias han determinado que la kinesiología aplicada, la técnica de diagnóstico principal en NAET, es ineficaz para diagnosticar alergias y desaconsejan su uso.
Varias asociaciones médicas también desaconsejan su uso, incluidas: la Academia Europea de Alergología e Inmunología Clínica, el Instituto Nacional de Salud y Excelencia Clínica del Reino Unido, la Academia Estadounidense de Alergias, Asma e Inmunología, el Instituto Nacional de Alergias y Enfermedades Infecciosas de EE. UU., la Sociedad Australasiatica de Inmunología Clínica y Alergias, y la Sociedad de Alergias de Sudáfrica.